# Пинто, Альфонсо
Альфо́нсо Пи́нто (итал. Alfonso Pinto, род. 4 октября 1978) — итальянский боксёр-любитель, двукратный серебряный призёр чемпионатов Европы (2004, 2006), член олимпийской сборной Италии на Олимпийских играх 2004 года.